# М. Байсон
М. Байсон (англ. M.Bison, вар. М. Бизон) — персонаж серии игр Street Fighter. Военный диктатор восточноазиатской страны, одержимый идеей захватить мир. Возглавляет международную преступную организацию Shadaloo. Байсон — один из главных отрицательных персонажей серии, главный босс Street Fighter II и Street Fighter Alpha 3 (для всех персонажей, кроме злого Рю и самого Байсона).

## Имя
Буква «М» в его имени никогда не расшифровывалась точно. Сам Байсон, в его интро перед боем в SF4, восклицает: «Face the Mighty Bison» (рус. «Сразись с могущественным Байсоном»), но до сих пор неясно, настоящее ли это его имя. Есть также версия, что «М» расшифровывается как «Майор», объясняя это тем, что Байсон носит военную форму.
В японской версии его зовут Vega. Имя M.Bison досталось ему в американской версии от другого персонажа игры — чернокожего боксёра, который взамен получил имя Balrog. В японской версии полное имя этого боксёра звучит как Mike Bison, намекая на реального афроамериканского боксёра в тяжёлом весе Майка Тайсона. В американской версии имена были изменены во избежание судебного иска от Тайсона.

## Игры
Его первое хронологическое появление было в SFA, где он предстаёт, как глава неуловимой криминальной и военной организации, известной как Шадалу. Наряду со своим стремлением к завоеванию мира, М. Байсон работал над усовершенствованием смертельной энергии, которая будет экспоненциально увеличивать его боевые способности, зла по своей сути, которое он нарёк «Психо-сила» (Psycho Power). После событий SFA, Шадалу попало во внимание Интерпола, который послал Чан-Ли (оперативника с личной вендеттой против криминального лорда, убившего её отца), чтобы расстроить планы Байсона. В конечном счёте Чан-Ли и Байсон встречаются и сражаются, Байсон побеждает, и сбегает на своём вертолёте, насмешливо пообещав, что убьёт её в той же манере, что убил её отца, если она снова встанет на его пути. Во время событий Alpha или Alpha-2, M. Bison также вступил в конфликт с Роуз, таинственной женщиной, которая обладала «Силой души» (Soul Power), противоположной «Психо-силе» Байсона. Этот факт и то, что целью её поисков было прекратить все злые планы Байсона, свидетельствуют о сложной связи между этими двумя персонажами, которая позже откроется в Street Fighter Alpha 3.

## Кино
В фильме «Уличный боец» 1994 года, роль генерала Байсона исполнил Рауль Хулиа. На момент съёмок актёр был тяжело болен (болезненный вид отчасти придал персонажу своеобразный оттенок). Вскоре после завершения съёмок, Рауль Хулиа умер.
В фильме 2009 года Стритфайтер роль Байсона исполнил актёр Нил Макдонаф.

## Другие появления
М. Байсон — один из второстепенных персонажей мультфильма «Ральф», его озвучивает Джеральд К. Риверс.

## Способности
Байсон обладает психо-силой, которая увеличивает его физические возможности, а также даёт возможность контролировать чужие разумы (например, в мультфильме Street Fighter 2 он зомбировал Кэмми а после Кена и заставил его драться насмерть с Рю, а в игре Street Fighter 4 он пытается подчинить себе Сета).

## Приёмы
- Psycho Crusher — Байсон летит на врага кулаками вперед, сияя и вращаясь.
- Double Knee Press — Байсон совершает кувырок вперёд и бьёт обеими ногами.
- Head Stomp — Байсон прыгает и приземляется ногами на голову врага.
- Devil’s Reverse (Aerial Fist Dive) — Байсон начинает атаку аналогично Head Stomp, но резко меняет траекторию движения в воздухе и бьет рукой.
- Bison Warp — телепортация.
- Knee Press Nightmare — Байсон проводит Double Knee Press два раза, после делает подкат. Супер-прием в Street Fighter II, IV.
- Nightmare Booster — Байсон проводит Double Knee Press два раза, Psycho Crusher. Если оппонент блокировал, то Байсон заканчивает Psycho Crusher как обычно. В случае попадания поднимает оппонента в воздух, бросает на землю и приземляется на него ногами. Ультра-прием в Street Fighter IV, Ультра I в Super Street Fighter IV и Arcade Edition.
- Psycho Punisher — Байсон прыгает на противника, в случае попадания проводит серию атак, отнимающих значительную часть здоровья. Ультра II в Super Street Fighter IV и Arcade Edition.

## Критика и отзывы
- Байсон получил 4 место среди 25 лучших персонажей в серии Street Fighter по версии IGN, была отмечена его роль в качестве злодея, который не полагается исключительно на своих приспешников[3].
- Также IGN дали ему 19 место в списке лучших злодеев компьютерных игр, отмечая его как грозного босса и то, что он продержался столько лет в игре
- GameSpot предоставили Байсону 5 место в рейтинге 10 лучших злодеев в компьютерных играх, указывая его мощные атаки и оплакивая его образ в фильме по мотивам игр[4].
- Также персонаж попал в список 10 лучших боссов файтингов по версии GameSpot, но назван «дешёвым воякой в стиле комиксов про супермена, способным, однако, к мощным атакам»[5].
- GamePro наградил Байсона 13 местом в списке 47 наиболее дьявольских злодеев компьютерных игр всех времён, заявив, что

Этот парень имеет наглость смотреть вам прямо в лицо, угрожать вашей душе, а затем сказать вам, что он представляет организацию под названием Шадалу. Это смело, чувак. Оригинальный текст (англ.)This guy had the nerve to look you dead in the face, threaten your very soul and then tell you he represents an organization called Shadoloo. That's brave, man— 
- GameDaily назвали его одним из своих любимых злодеев Capcom, называя его одним из лучших боссов[7].
- Кроме того GameDaily поставили Байсона на 5 место в своём топе 20 лучших персонажей Street Fighter, назвав его одним из самых мерзких и мощных боссов в компьютерных играх[8].
- У персонажа 2-е место из 12 самых непонятых злодеев из компьютерных игр по версии GamesRadar, приводя в пример его истории из различных частей Street Fighter[9].